# Room to Move
"Room to Move" is een nummer van de Britse muzikant John Mayall. Het nummer verscheen op zijn livealbum The Turning Point uit 1969. Op 23 januari 1970 werd het uitgebracht als de enige single van het album.

## Achtergrond
"Room to Move" is geschreven en geproduceerd door Mayall. Het nummer is opgenomen tijdens Mayalls concert in de Fillmore East in New York op 12 juli 1969. Net zoals de rest van het album is de single opgenomen zonder leadgitarist en zonder drummer. De melodie op de mondharmonica, gespeeld door Mayall zelf, is geïnspireerd door "One Way Out" van Sonny Boy Williamson II. Het nummer bevat volgens Mayall de "chicka chicka"-techniek, waarmee hij, terwijl hij de mondharmonica bespeelt, elke twee beats adem haalt. Ook is Mayall op het nummer aan het scatten.
"Room to Move" is ontstaan als improvisatie tijdens concerten in Duitsland en Europa. De tekst gaat over "de behoefte van een muzikant voor persoonlijke vrijheid om lief te hebben zonder verstrikt te raken". Het nummer wordt altijd gebruikt als afsluiter van concerten van Mayall. Hij vertelde hierover: "Het is iets waarin je de totale vrijheid hebt om de mondharmonica zijn ding te laten doen en om ritmische geluiden in je microfoon te spelen, dus het is iets dat men in de loop der tijd leuk is gaan vinden. En we hebben ontdekt dat, als we het live spelen, het altijd anders is en dat er iets is in de communicatie dat men leuk vindt."
"Room to Move" werd in de Verenigde Staten geen grote hit; het piekte slechts op plaats 102. In Nederland bereikte de single wel de hoogste regionen van de hitlijsten met een vijfde plaats in de Top 40 en een zesde plaats in de Hilversum 3 Top 30. Dankzij het succes van de single kreeg Mayall een gouden plaat uitgereikt voor het album The Turning Point.

## Hitnoteringen

### Nederlandse Top 40
| Hitnotering: 07-02-1970 t/m 04-04-1970 | Hitnotering: 07-02-1970 t/m 04-04-1970 | Hitnotering: 07-02-1970 t/m 04-04-1970 | Hitnotering: 07-02-1970 t/m 04-04-1970 | Hitnotering: 07-02-1970 t/m 04-04-1970 | Hitnotering: 07-02-1970 t/m 04-04-1970 | Hitnotering: 07-02-1970 t/m 04-04-1970 | Hitnotering: 07-02-1970 t/m 04-04-1970 | Hitnotering: 07-02-1970 t/m 04-04-1970 | Hitnotering: 07-02-1970 t/m 04-04-1970 | Hitnotering: 07-02-1970 t/m 04-04-1970 |
| Week                                   | 1                                      | 2                                      | 3                                      | 4                                      | 5                                      | 6                                      | 7                                      | 8                                      | 9                                      |                                        |
| -------------------------------------- | -------------------------------------- | -------------------------------------- | -------------------------------------- | -------------------------------------- | -------------------------------------- | -------------------------------------- | -------------------------------------- | -------------------------------------- | -------------------------------------- | -------------------------------------- |
| Positie                                | 35                                     | 16                                     | 8                                      | 5                                      | 6                                      | 12                                     | 16                                     | 29                                     | 36                                     | uit                                    |

### Hilversum 3 Top 30
| Hitnotering: 14-02-1970 t/m 28-03-1970 | Hitnotering: 14-02-1970 t/m 28-03-1970 | Hitnotering: 14-02-1970 t/m 28-03-1970 | Hitnotering: 14-02-1970 t/m 28-03-1970 | Hitnotering: 14-02-1970 t/m 28-03-1970 | Hitnotering: 14-02-1970 t/m 28-03-1970 | Hitnotering: 14-02-1970 t/m 28-03-1970 | Hitnotering: 14-02-1970 t/m 28-03-1970 | Hitnotering: 14-02-1970 t/m 28-03-1970 |
| Week                                   | 1                                      | 2                                      | 3                                      | 4                                      | 5                                      | 6                                      | 7                                      |                                        |
| -------------------------------------- | -------------------------------------- | -------------------------------------- | -------------------------------------- | -------------------------------------- | -------------------------------------- | -------------------------------------- | -------------------------------------- | -------------------------------------- |
| Positie                                | 18                                     | 6                                      | 6                                      | 6                                      | 14                                     | 15                                     | 22                                     | uit                                    |

### NPO Radio 2 Top 2000
| Nummer met noteringen in de NPO Radio 2 Top 2000 | '99 | '00 | '01  | '02  | '03 | '04 | '05  | '06 | '07  | '08 | '09  | '10  | '11  | '12  | '13  | '14  |
| ------------------------------------------------ | --- | --- | ---- | ---- | --- | --- | ---- | --- | ---- | --- | ---- | ---- | ---- | ---- | ---- | ---- |
| Room to Move                                     | 898 | 637 | 1072 | 1095 | 703 | 968 | 1015 | 828 | 1108 | 908 | 1236 | 1165 | 1413 | 1636 | 1538 | 1713 |

1. ↑  Een vetgedrukt getal geeft de hoogste notering aan.
2. ↑  Deze tabel is bijgewerkt tot en met de laatste editie (2024).